# 本间叉丝壳
本间叉丝壳（学名：Microsphaera hommae）是属于白粉菌目白粉菌科叉丝壳属的一种真菌，寄生在榛属植物上。该种分布于中国、俄罗斯。